# 62. Infanterie-Division (Wehrmacht)
Die 62. Infanterie-Division (62. ID) war ein militärischer Großverband der Wehrmacht. Ab 22. September 1944 wurde sie als 62. Volksgrenadier-Division bezeichnet.

## Geschichte

### Aufstellung
Die 62. ID wurde am 26. August 1939 im Rahmen der 2. Aufstellungswelle in Kanth bei Breslau im Wehrkreis VIII aufgestellt.

### Polenfeldzug
Anschließend stand die Division beim Überfall auf Polen zur Verfügung der Heeresgruppe Süd, kam jedoch nicht zum Einsatz. Zum Schutz der Westgrenze und um ihre Ausbildung weiterzuführen, verlegte sie im Oktober 1939 in die Eifel.

### Westfeldzug
Im Westfeldzug, Deckname Fall Gelb, gelangte die 62. ID durch Belgien und im Juni 1940 bis in die Nähe von Orléans in Zentralfrankreich. Schon im Juli 1940 erfolgte die Verlegung in das sog. Generalgouvernement in den Verband der 18. Armee, später der Heeresgruppe B, dann A.

### Unternehmen Barbarossa
Für das Unternehmen Barbarossa wurde die 62. ID der 6. Armee der Heeresgruppe Süd unterstellt. Sie nahm 1941 unter anderem an der Kämpfen um Kiew teil. Im weiteren Verlauf der Offensive gelangte die Division in den Bereich Poltawa und danach Charkow.

### Kriegsverbrechen bei Myrhorod
Nach dem Tod zweier deutscher Soldaten exekutierte die Division während einer „Säuberungsaktion“ im Oktober 1941 nahe Myrhorod 45 „Partisanen“. Anschließend erschoss sie die gesamte jüdische Bevölkerung von Myrhorod, insgesamt 168 Männer, Frauen und Kinder. Damit gehört die Division zu den Wehrmachtseinheiten, die unter dem Deckmantel von Repressalien in der Ukraine eigenständig Juden ermordeten.

### Offensive 1942
Im Mai 1942 gelang es dann der HGr. Süd, den Sowjets in der Schlacht bei Charkow eine schwere Niederlage zu bereiten (239.000 Gefangene). Die 62. ID nahm hieran im Verband der 6. Armee teil und erlebte die 1. Phase der deutschen Sommeroffensive Fall Blau im Vormarsch bis an den mittleren Don. Dort kam sie im Verband der 8. italienischen Armee zum Einsatz, entging aber der Einkesselung um Stalingrad. Während der Operation Saturn brach die italienische Donfront im Dezember 1942 zusammen. Während einer Phase verschiedener Rückzugsgefechte wurde die 62. Infanterie-Division im Januar 1943 mit anderen Überresten der 6. Armee in der Armeeabteilung Hollidt zusammengefasst, die den Auftrag hatte, den sowjetischen Durchstoß ins Donezgebiet zu verhindern. Die Division verlor dabei die meisten ihrer Infanteristen; die Grenadier-Regimenter 183 und 190 mussten aufgelöst werden. 

### Auffrischung 1943
Als Ersatz erhielt die Division vorerst nur das Grenadier-Regiment 354, welches bisher zur 286. (schlesischen) Sicherungsdivision gehört hatte. Die Kampfpause an der Ostfront im Frühjahr 1943 wurde dazu genutzt, die Division, die jetzt die mittlere Donezfront verteidigte, neu zu formieren und aufzufrischen.
Nunmehr unterstand die Division der 1. Panzerarmee, die im Rahmen der HGr. Süd die Abwehrkämpfe am Donez und den Rückzug auf den Dnjepr führte. Wie viele andere Infanteriedivisionen erlitt auch die 62. Div. dabei neue schwere Verluste. 

### Eingliederung der Divisionsgruppe 38
Sie wurde nun in der Gliederung einer Inf.-Div. neuer Art formiert und erhielt dazu als sog. Divisionsgruppe (Regiment) 38 die Reste der Grenadierregimenter der benachbarten 38. ID zugeteilt. 
Es folgten die Winterkämpfe in der Südukraine in den Räumen Kriwoi Rog und Uman. 

### Korpsabteilung F
Die abermaligen Verluste zwangen nun dazu, die stark dezimierte Division ab 13. März 1944 mit der 123. Infanterie-Division zur sog. Korpsabteilung (Division) F zusammenzulegen, die sich nach Bessarabien zurückzog und dort am Dnjestr neue Stellungen zur Verteidigung Rumäniens einnahm.

### Auffrischung 1944
Nach erfolgter Auffrischung wurde per 20. Juli 1944 die Korpsabteilung F in 62. Infanterie-Division umbenannt, sie hatte jedoch nur noch wenig mit der vorherigen 62. ID gemeinsam.

### Vernichtung
Die Division wurde bei der sowjetischen Offensive ab 20. August 1944 eingekesselt und – wie fast die gesamte 6. Armee mit 16 Divisionen – vernichtet und formell am 9. Oktober 1944 für aufgelöst erklärt.
Parallel dazu wurde eine neue 62. Division aufgestellt im Rahmen der 25 neuen Volksgrenadier-Divisionen der 32. Aufstellungswelle. Diese 62. VGD entstand im Wehrkreis VIII Breslau ab 22. September 1944. Nur wenige ehemalige Angehörige der alten 62. ID gehörten zu ihr, die Masse des Personals bestand aus Rekruten, Luftwaffensoldaten und sog. „ausgekämmtem Personal“, so dass kaum Fronterfahrungen vorhanden waren. Nach nur kurzer Ausbildungszeit verlegte die 62. VGD an die Westfront, wo sie noch im Dezember 1944 die Schlussphase der Ardennen-Offensive erlebte und dann aus der Eifel über Bonn und Remagen hinter den Rhein zurückgedrängt wurde. Um den 20. April 1945 ging die Division bei der 5. Panzer-Armee im sogenannten Ruhrkessel in amerikanische Gefangenschaft.

## Gliederung
| 26. August 1939         | 2. November 1943                        | 22. September 1944 (VGD)                 |
| Infanterie-Regiment 164 | Grenadier-Regiment 179                  | Grenadier-Regiment 164 (zwei Bataillone) |
| Infanterie-Regiment 183 | Grenadier-Regiment 354                  | Grenadier-Regiment 183                   |
| Infanterie-Regiment 190 | Divisions-Gruppe 38                     | Grenadier-Regiment 190                   |
| –                       | Divisions-Füsilier-Bataillon (A.A.) 162 | –                                        |
| Artillerie-Regiment 162 |                                         |                                          |
| Divisionseinheiten 162  |                                         |                                          |

## Personen

### Kommandeure
| Datum              | Dienstgrad                   | Name                      |
| 26. August 1939    | Generalmajor/Generalleutnant | Walter Keiner             |
| 23. September 1941 | Generalleutnant              | Rudolf Friedrich          |
| 15. September 1942 | Oberst/Generalmajor          | Richard-Heinrich von Reuß |
| 22. Dezember 1942  | Oberst                       | Erich Gruner              |
| 31. Januar 1943    | Generalmajor/Generalleutnant | Helmuth Huffmann          |
| 14. November 1943  | Oberst/Generalmajor          | Botho Graf von Hülsen     |
| 10. März 1944      | Generalmajor                 | Louis Tronnier            |
| 1. November 1944   | Oberst/Generalmajor          | Friedrich Kittel          |
| Dezember 1944      | Oberst                       | Fritz Warnecke            |
| Januar 1945        | Generalmajor                 | Friedrich Kittel          |
| 10. März 1945      | Oberst                       | Arthur Jüttner            |

### Bekannte Divisionsangehörige
- Jürgen Bennecke, deutscher Offizier, zuletzt im Range eines Generals war 1939/1940 Adjutant im Infanterie-Regiment 183.